# Carica eroica
Carica eroica è un film del 1952 diretto da Francesco De Robertis.
È un film di guerra italiano che racconta della carica di Isbuscenskij lanciata il 24 agosto 1942 dal reggimento di cavalleria "Savoia" del Regio Esercito durante la campagna italiana di Russia contro le truppe sovietiche.

## Trama
Unione Sovietica. Durante la seconda guerra mondiale il terzo Savoia Cavalleria giunge in un villaggio che sembra deserto, ma una pattuglia in ricognizione è accolta da una scarica di mitraglia. Dopo un'iniziale opposizione i militari italiani instaurano un buon rapporto con la popolazione locale.
All'improvviso giunge l'ordine di partenza verso le linee avanzate, minacciate dal nemico. I tedeschi non credono che l'intervento della cavalleria italiana possa essere efficace contro truppe regolari ma i cavalleggeri smentiscono i timori dei loro alleati dando luogo all'ultima e vittoriosa carica a cavallo della storia militare italiana, passata alla storia come carica di Isbuscenskij.

## Produzione
La produzione è realizzata per la prima volta dalla Lux Film. De Robertis si affida ancora per la fotografia a Carlo Bellero, che firma, in tutto, otto suoi film. Operatore alla macchina Dino Reni (Bernardo Procacci).
Nel film fa la comparsa Domenico Modugno, il quale interpreta il ruolo di un soldato siciliano che addormenta un bambino: si accompagna con la chitarra e canta in dialetto una canzone popolare del suo paese (San Pietro Vernotico), Ninna nanna, meglio conosciuta come Ulìe ci tene ulìe. Anche il paroliere Franco Migliacci fa la comparsa nel film. Nel cast appare la finlandese Tania Weber, attrice e reginetta di concorsi di bellezza. L'attore Nino Milano appare per la terza volta in un film di De Robertis.
Il film è uscito anche in versione DVD: Medusa Home Entertainment - Mondo Home Entertainment. In locandina un militare a cavallo, su sfondo arancione.

## Accoglienza

### Critica
Nel dopoguerra alcune sue produzioni spettacolari anticipano il "neorealismo": in particolare il film Carica eroica, sulla campagna italiana di Russia.
Il regista Francesco De Robertis segue i moduli del cinema spettacolare americano, ma utilizza volti anonimi e attori non professionisti per conferire maggiore verosimiglianza e un tono documentario alle vicende narrate.
Francesco De Robertis “Merita un posto d'onore tra i predecessori del cinema neorealistico per la sobrietà del suo approccio semidocumentaristico, la rinuncia alla retorica militare, l'uso espressivo del montaggio, cui probabilmente non fu estranea la lezione del cinema sovietico muto e del documentarismo britannico degli anni '30.”

## Riconoscimenti
La pellicola è stata proiettata tra le quattro opere che hanno aperto la rassegna di film bellici, curata da Maurizio Cabona, per le celebrazioni per la Festa delle Forze Armate il 5 novembre 2008 al cinema Trevi di Roma. La manifestazione è stata realizzata in collaborazione con il Ministero della difesa e il Centro sperimentale di cinematografia (Cineteca Nazionale).

### Curiosità
Il carro armato "tedesco" che rimane impantanato, in realtà è il carro leggero M24 Chaffee, all'epoca in dotazione all'EI.